# 菲利卡公园区
菲利卡公园区（俄語：район Филёвский Парк）是莫斯科西行政区的一区，面积9.62平方公里，人口112,388人。菲利站、巴格拉季昂站和菲利卡公园站位于该区内。它的名称来源于菲利卡公园，而公园的名来源于菲利卡河。